# Sulcicnephia jeholensis
Sulcicnephia jeholensis är en tvåvingeart som först beskrevs av Takahasi 1942.  Sulcicnephia jeholensis ingår i släktet Sulcicnephia och familjen knott. Inga underarter finns listade i Catalogue of Life.